# 本八戸駅
本八戸駅（ほんはちのへえき）は、青森県八戸市内丸にある、東日本旅客鉄道（JR東日本）・日本貨物鉄道（JR貨物）八戸線の駅である。

## 歴史
1894年（明治27年）に日本鉄道が青森線支線を開業させた際に八ノ戸駅として開業し、1907年（明治40年）に八戸駅と改称（現在の八戸駅は尻内駅と称していた）。1971年（昭和46年）に東北本線との接続駅である尻内駅（現在の八戸駅）に駅名を譲る形で当駅を本八戸駅に改称した。

### 年表
- 1894年（明治27年）
  - 1月4日：日本鉄道青森線支線の八ノ戸駅（はちのへえき）として開業[2]。尻内駅（のちに八戸駅に改称）からの路線延伸時に開設された終着駅で、一般駅であった[3]。
  - 10月1日：路線が湊駅まで開業[2]。
- 1906年（明治39年）11月1日：日本鉄道が国有化、官営鉄道の駅となる[2]。
- 1907年（明治40年）11月1日：八戸駅に改称[2]。
- 1909年（明治42年）10月12日：線路名称制定により、八ノ戸線（後に八戸線）所属駅となる[2]。
- 1944年（昭和19年）4月1日：本八戸 - 湊間の旅客営業が廃止され、貨物支線となる。
- 1971年（昭和46年）
  - 2月1日：本八戸駅に改称[2]。
    - その後の4月1日に東北本線の尻内駅が八戸駅（2代目）に改称した[2]。

  - 10月1日：専用線発着を除く貨物の取り扱いを廃止[3]。
- 1973年（昭和48年）10月11日：みどりの窓口を設置。
- 1977年（昭和52年）7月：高架化。
- 1985年（昭和60年）3月14日：湊駅までの貨物支線が廃止[2]。荷物の取り扱いを廃止[3]。
- 1987年（昭和62年）4月1日：国鉄分割民営化により、JR東日本・JR貨物の駅となる[2]。
- 2004年（平成16年）12月1日：第一次大規模改装工事が完了[4]。
- 2005年（平成17年）
  - 10月：本八戸駅 - 階上駅間特殊自動閉塞化によりタブレット授受がなくなる。
  - 12月10日：八戸線CTC化により運転扱いを廃止し、陸奥湊駅・鮫駅・階上駅管内が当駅の管理下となる（これ以前、当駅の管理下にある駅は長苗代駅・小中野駅のみだった）。指定席券売機を設置。
- 2006年（平成18年）6月：当駅貨物扱所 - 三沢駅間の米軍基地への石油輸送が終了。
- 2007年（平成19年）4月1日：当駅の「びゅうプラザ八戸」が本八戸駅長管理下となり「びゅうプラザ本八戸駅」に改称し、海外旅行取扱を廃止。同時に「びゅうプラザ八戸」の傘下であった「びゅうプラザ八戸駅」は八戸駅長管理下となる。
- 2008年（平成20年）7月1日：「びゅうプラザ本八戸」のセールス業務を八戸駅に移管。
- 2014年（平成26年）6月30日：「びゅうプラザ本八戸」が閉店。
- 2015年（平成27年）
  - 7月31日：駅舎の改装工事が完了[5]。
  - 12月1日：業務委託化。本八戸駅長・助役が廃止され、八戸駅長管理下となる。
- 2024年（令和6年）10月1日：えきねっとQチケのサービスを開始[1][6]。

## 駅構造
島式ホーム1面2線を有する高架駅である。本八（ほんぱち）として知られ、八戸市中心市街地には若干の距離はあるものの、利用客が多い最寄り駅である。
八戸駅管理で、JR東日本東北総合サービスが受託する業務委託駅である。当駅・鮫駅・種市駅・久慈駅で本八戸ブロックを構成し、当駅に管理職であるブロック長を配置し管轄している。長らく当駅は直営駅で、特に八戸線CTC導入後による合理化の後は八戸線の青森県部分（長苗代駅 - 階上駅間）を管轄する管理駅でもあった。以前はびゅうプラザも設置されていたが一足先に集約されており、管理駅機能の八戸駅集約により、営業主要拠点の役目を完全に八戸駅へ譲ることになった。
駅舎は高架橋の下部にある。みどりの窓口、指定席券売機、自動券売機、待合室、NewDays（JR東日本クロスステーション営業）がある。

### のりば
| 番線 | 路線    | 方向 | 行先             |
| ---- | ------- | ---- | ---------------- |
| 1    | ■八戸線 | 上り | 長苗代・八戸方面 |
| 2    | ■八戸線 | 下り | 鮫・久慈方面     |

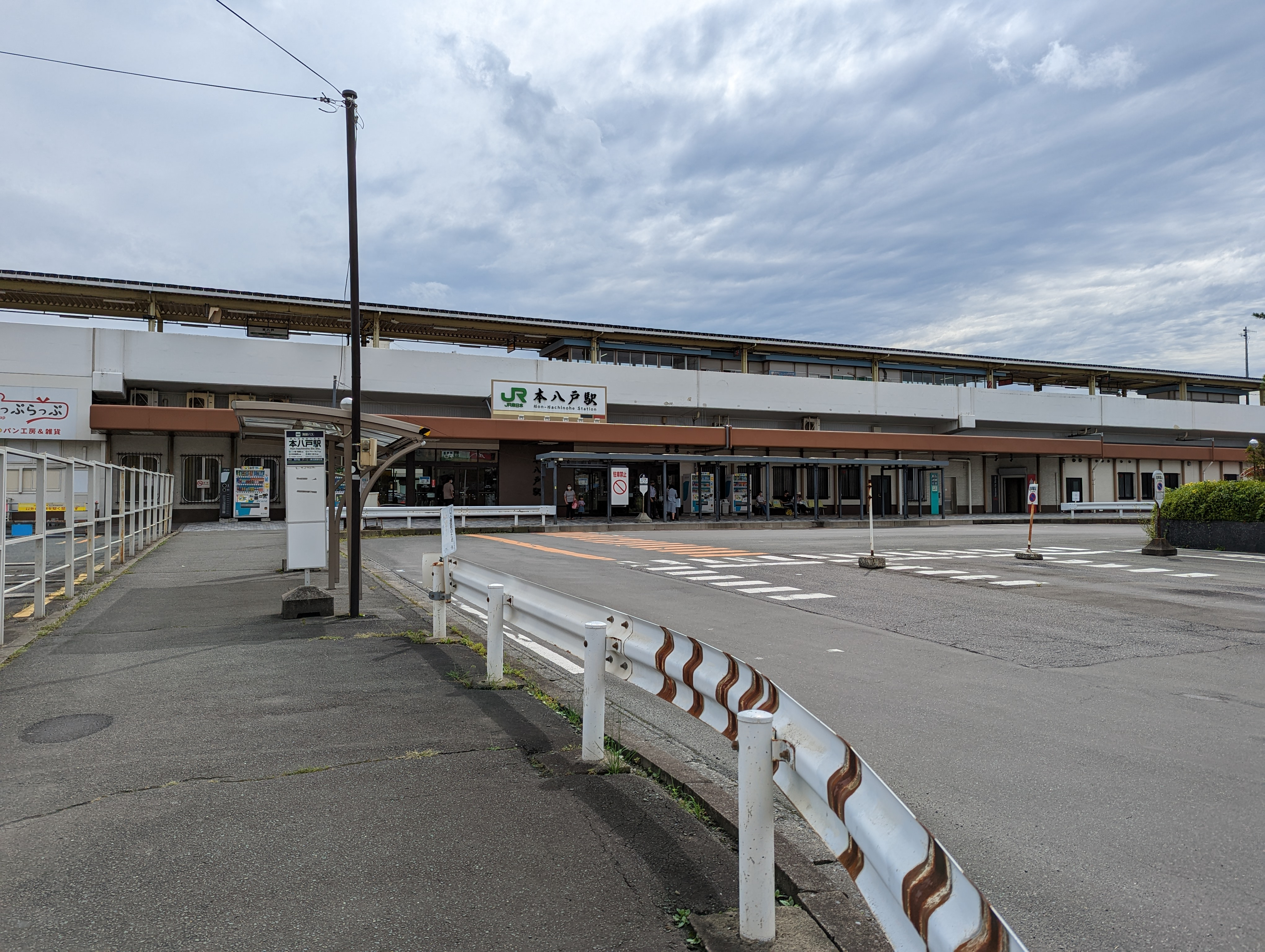
本八戸駅北口（2022年8月)
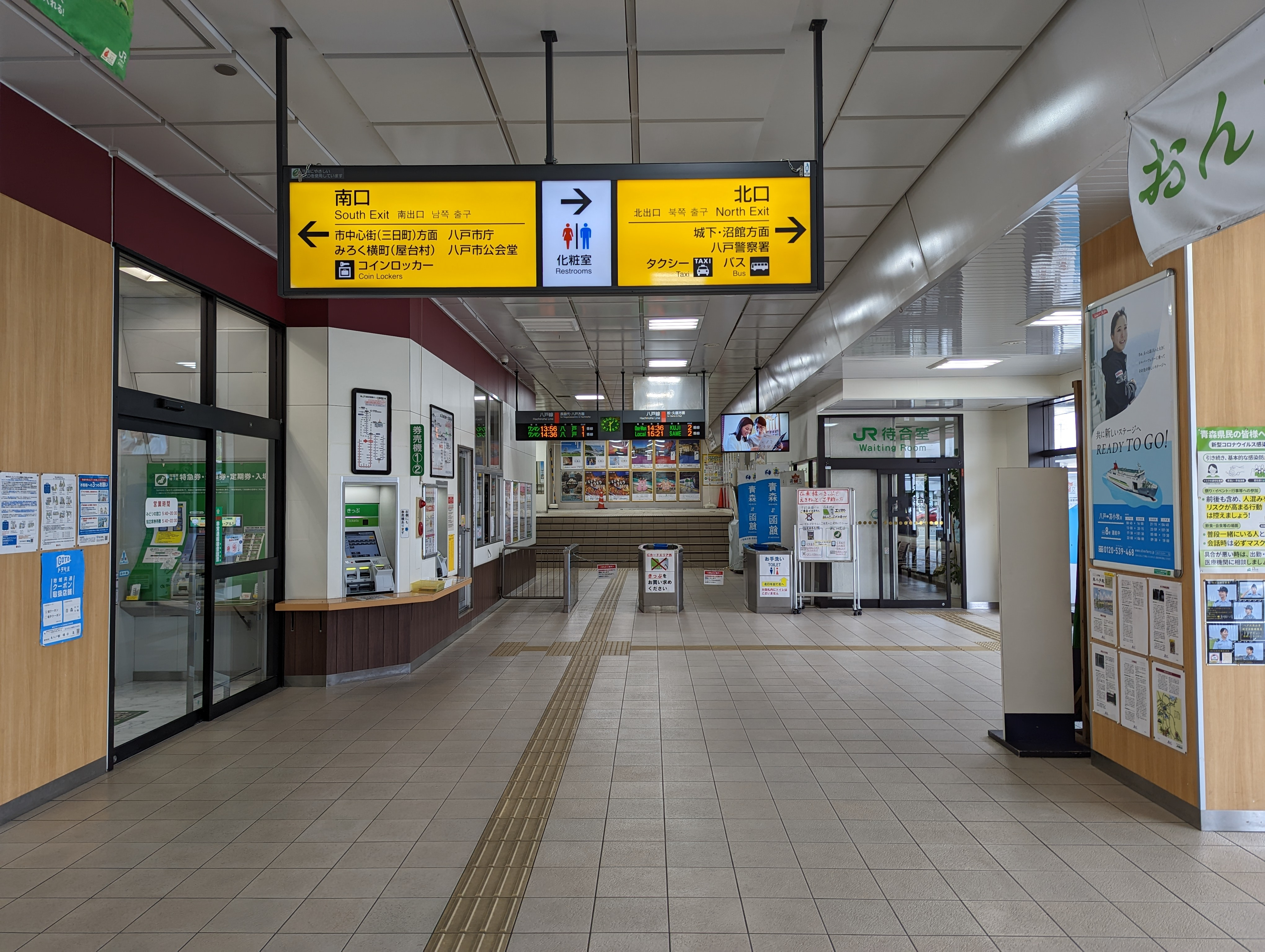
改札口（2022年8月）
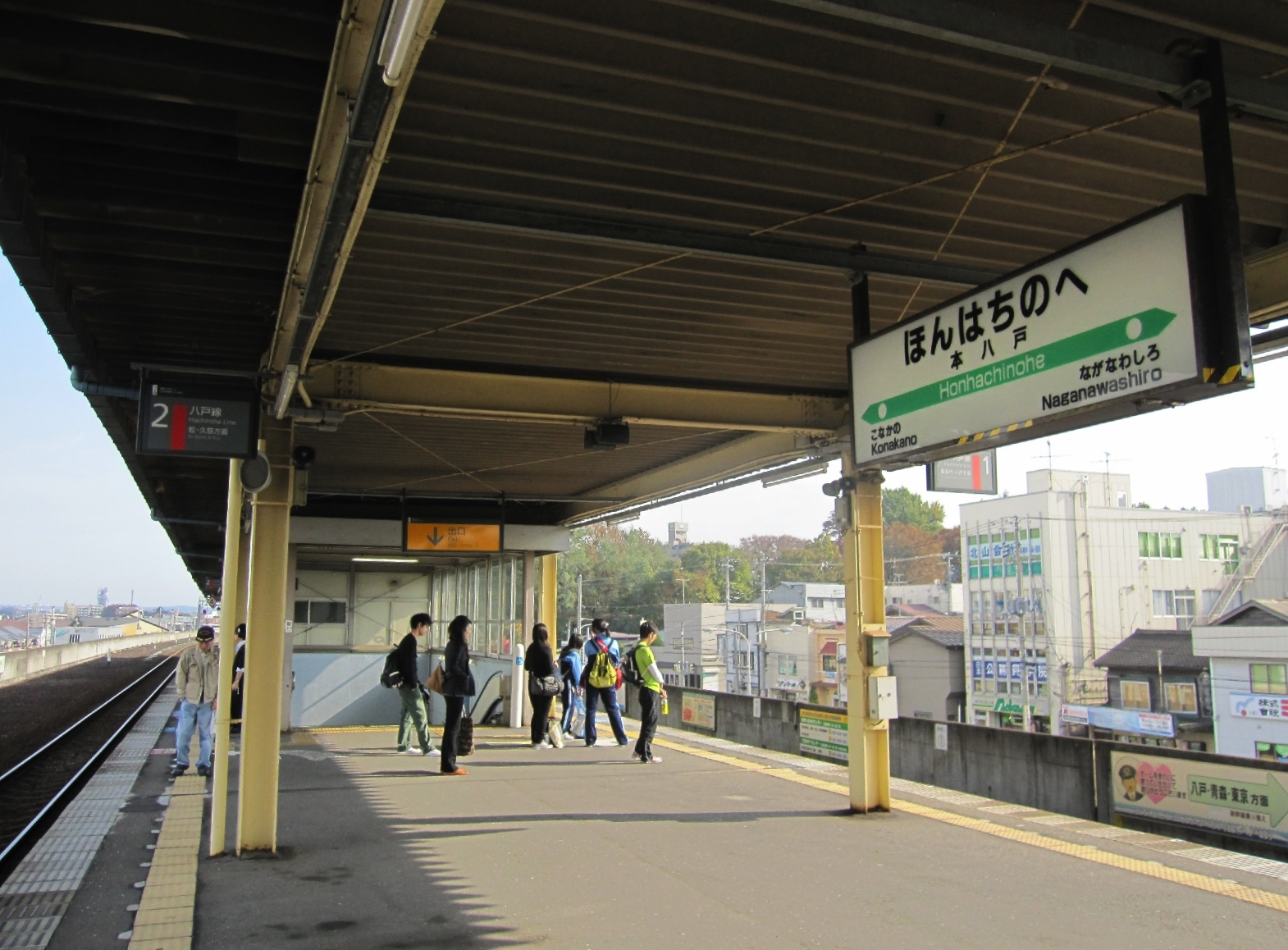
ホーム（2011年10月）

## 貨物取扱
JR貨物の駅は車扱貨物の臨時取扱駅となっているが、貨物列車の発着はなく、専用線も接続していない。
JR貨物の施設として、八戸市城下三丁目に「本八戸駅貨物扱所」がある。この本八戸駅貨物扱所は、八戸線長苗代駅 - 本八戸駅間で分岐し、馬淵川沿いに500メートルほど北上する路線の終端にある。ただし、2006年（平成18年）6月より貨物列車の発着はなくなり、休止されている。かつてはここへの路線は本八戸駅から分岐していたが、旅客駅の高架化により長苗代駅方からの分岐に変更された。なお、分岐点より本八戸駅構内の扱いとなり、手前には場内信号機（本八戸方、貨物扱所方）が設置されている。
この貨物扱所から、馬淵川沿いにさらに北上する青森県営専用線が存在した。八戸港にあるこの路線の終点から、米軍油槽所へ至る専用線が分岐し三沢駅へ石油輸送貨物列車が運行されていた。さらに、以前には、出光興産・新日本石油（現・ENEOS）・コスモ石油・ジャパンエナジー（現・ENEOS）の八戸油槽所への専用線もあり、航路継走石油輸送の拠点となっていたほか、大平洋金属八戸製作所への専用線もあった。

## 利用状況

### 旅客
JR東日本によると、2023年度（令和5年度）の1日平均乗車人員は977人である。
2000年度（平成12年度）以降の推移は以下のとおりである。
| 1日平均乗車人員推移 | 1日平均乗車人員推移 | 1日平均乗車人員推移 | 1日平均乗車人員推移 | 1日平均乗車人員推移 |
| 年度                | 定期外              | 定期                | 合計                | 出典                |
| ------------------- | ------------------- | ------------------- | ------------------- | ------------------- |
| 2000年（平成12年）  |                     |                     | 1,841               | [ 利用客数 2 ]      |
| 2001年（平成13年）  |                     |                     | 1,787               | [ 利用客数 3 ]      |
| 2002年（平成14年）  |                     |                     | 1,730               | [ 利用客数 4 ]      |
| 2003年（平成15年）  |                     |                     | 1,625               | [ 利用客数 5 ]      |
| 2004年（平成16年）  |                     |                     | 1,529               | [ 利用客数 6 ]      |
| 2005年（平成17年）  |                     |                     | 1,520               | [ 利用客数 7 ]      |
| 2006年（平成18年）  |                     |                     | 1,458               | [ 利用客数 8 ]      |
| 2007年（平成19年）  |                     |                     | 1,516               | [ 利用客数 9 ]      |
| 2008年（平成20年）  |                     |                     | 1,507               | [ 利用客数 10 ]     |
| 2009年（平成21年）  |                     |                     | 1,443               | [ 利用客数 11 ]     |
| 2010年（平成22年）  |                     |                     | 1,357               | [ 利用客数 12 ]     |
| 2011年（平成23年）  | 非公表              | 非公表              | 非公表              |                     |
| 2012年（平成24年）  | 553                 | 707                 | 1,260               | [ 利用客数 13 ]     |
| 2013年（平成25年）  | 564                 | 672                 | 1,236               | [ 利用客数 14 ]     |
| 2014年（平成26年）  | 546                 | 657                 | 1,203               | [ 利用客数 15 ]     |
| 2015年（平成27年）  | 542                 | 646                 | 1,188               | [ 利用客数 16 ]     |
| 2016年（平成28年）  | 536                 | 627                 | 1,164               | [ 利用客数 17 ]     |
| 2017年（平成29年）  | 550                 | 620                 | 1,171               | [ 利用客数 18 ]     |
| 2018年（平成30年）  | 542                 | 614                 | 1,157               | [ 利用客数 19 ]     |
| 2019年（令和元年）  | 515                 | 639                 | 1,154               | [ 利用客数 20 ]     |
| 2020年（令和02年）  | 269                 | 574                 | 843                 | [ 利用客数 21 ]     |
| 2021年（令和03年）  | 300                 | 580                 | 881                 | [ 利用客数 22 ]     |
| 2022年（令和04年）  | 377                 | 531                 | 908                 | [ 利用客数 23 ]     |
| 2023年（令和05年）  | 439                 | 537                 | 977                 | [ 利用客数 1 ]      |

### 貨物
- 2005年度（平成17年度）の発送貨物は8,800トン、到着貨物は2,220トンであった。

## 駅周辺

### 北口
- シーガルタウン（高架下） - JR東日本のグループ企業であるJR東日本東北総合サービスが運営。フードコート状に客席が配置された上で、その周囲にNewDays、そば・うどん店、喫茶店、ベーカリーなどがある。高架化後は殺風景な都市型駅舎時代が長かったものの、2004年（平成16年）12月1日に第一次大規模改装工事が完了し[4]、2015年（平成27年）7月31日に第二次大規模改装工事が完了した[8][9]。
- ツルハドラッグ本八戸駅前店
- イオンタウン八戸城下
  - イオンスタイル八戸城下（2024年〈令和6年〉5月24日にマックスバリュ八戸城下店から変更）[10]
- ユニバース 城下店
- ホテルセレクトイン本八戸駅前（旧ホテルケント八戸、2023年〈令和5年〉2月5日をもって営業終了）
- ホテルルートイン本八戸駅前
- ホテルパールシティ八戸
- ホテルマリンキャッスル
  - 合同酒精八戸工場
    - シャトーカミヤ八戸（地ビール工場）
- 八戸通運本社（日本通運グループ）
- ハイネット
- デーリー東北新聞社本社
- 八戸郵便局（ゆうちょ銀行八戸店併設）
- 本八戸駅内郵便局
- 青森みちのく銀行城下中央支店
- 青い森信用金庫本八駅前支店（旧八戸信用金庫店舖）
- あすか信用組合八戸支店（ATMなし）
- 八戸警察署
- 国道45号八戸バイパス

### 南口
官庁・公共施設
- 八戸市庁
- 八戸警察署中央交番
- 八戸市公会堂
- 八戸商工会議所
- 八戸市美術館
- 三八城公園 - 八戸城本丸跡に造成された公園。
- 南部会館（八戸城角御殿表門）
- 長根総合運動公園
- 八戸ポータブルミュージアムはっち - 市直営の文化観光交流施設

商業施設
- 八戸市中心市街地
  - さくら野百貨店八戸店

宿泊施設
- 山正食堂旅館
- 本八戸駅前旅館
- 八戸プラザホテル
- 八戸グランドホテル
- アパホテル（本八戸）

宗教施設
- 三八城神社
- 龍神社

飲食店
- 八戸屋台村「みろく横丁」

報道機関
- 八戸テレビ放送（ケーブルテレビ）
- Be FM（コミュニティ放送局）

郵便局
- 八戸中央通郵便局
- 八戸常泉下郵便局
- 八戸荒町郵便局

金融機関
- 青森みちのく銀行八戸支店
- 岩手銀行八戸営業部
- 秋田銀行八戸支店
- 東北銀行八戸支店
- 商工組合中央金庫八戸支店

道路
- 青森県道23号本八戸停車場線
- 青森県道1号八戸階上線
- 青森県道・岩手県道11号八戸大野線
- 青森県道251号妙売市線
- 国道340号

## バス路線
この地域のバス交通の拠点は、同駅より徒歩10分ほど南に位置した八戸中心街ターミナルとなっているので、そちらも参照のこと。

### 高速バス
- 南部バス（岩手県北自動車南部支社）
  - うみねこ号：仙台駅東口（十和田観光電鉄と共同運行）
  - 八盛号：盛岡バスセンター
  - MICHINORI EXPRESS：川崎駅
- 弘南バス
  - パンダ号：上野駅

### 空港連絡バス
- 十和田観光電鉄
  - 三沢空港

### 一般路線バス
| 方面       | 運行事業者                          | 系統・行先 | 備考 |
| ---------- | ----------------------------------- | --- | ---- |
| 中心街方面 | 八戸市営バス                        | - ■ F1：大杉平バスセンター - □ C5：中心街（八日町） - ■ A27：八戸学院大学 - ■ A3・■ S30：旭ヶ丘営業所 - ■ S31：桜ヶ丘・旭ヶ丘営業所 - ■ S32：第二桜ケ丘 - ■ A34：工業大学 - ■ J40：是川団地                          |      |
| 郊外方面   | 八戸市営バス                        | - ■ P8：ラピア（バスセンター） - ■ P51：舟見町（ラピア） - ■ H58：多賀台団地 - ■ H59：シルバークリニック - ■ H55：河原木団地（南口） - 170円バス：市内循環線（沼館一丁目・シンフォニープラザ・ピアドゥ・ラピア方面） |      |
| 中心街方面 | 南部バス （岩手県北自動車南部支社） | - ■ F4：八戸営業所（二ツ家） - ■ J42：是川団地（支所前） - ■ T60：八戸駅 - ■ S100：階上庁舎 - ■ S102：階上中学校 - ■ F111：市ノ沢 - ■ F116：軽米 - ■ J120：大野                                                      |      |
| 郊外方面   | 南部バス （岩手県北自動車南部支社） | - ■ P8：ラピア／ピアドゥ・ラピア - シルバーフェリーシャトルバス：フェリーターミナル |      |
| －         | つばめタクシー                      | シャトルバス：イオンモール下田 |      |

## 隣の駅
東日本旅客鉄道（JR東日本）
■八戸線
長苗代駅 - 本八戸駅 - 小中野駅

### かつて存在した路線
日本国有鉄道
八戸線貨物支線
本八戸駅 - 湊駅

### 記事本文
1. 1 2 3 4  「駅の情報（本八戸駅）：JR東日本」東日本旅客鉄道。2024年8月30日時点のオリジナルよりアーカイブ。2024年9月4日閲覧。
2. 1 2 3 4 5 6 7 8 9 10 11 12  朝日新聞出版分冊百科編集部 編『週刊 歴史でめぐる鉄道全路線 国鉄・JR』 21号 釜石線・山田線・岩泉線・北上線・八戸線、曽根悟 監修、朝日新聞出版〈週刊朝日百科〉、2009年12月6日、26頁。
3. 1 2 3  石野哲 編『停車場変遷大事典 国鉄・JR編 Ⅱ』（初版）JTB、1998年10月1日、507頁。ISBN 978-4-533-02980-6。
4. 1 2  「JR年表」『JR気動車客車編成表 '05年版』ジェー・アール・アール、2005年7月1日、184頁。ISBN 4-88283-126-0。
5. ↑  「本八戸駅の改造工事が竣工」『鉄道ファン』交通新聞社、2015年8月1日。2022年7月4日閲覧。
6. ↑  「Suicaエリア外もチケットレスで! 東北エリアから「えきねっとQチケ」がはじまります (PDF)」（プレスリリース）、東日本旅客鉄道、2024年7月11日。2024年8月18日閲覧。
7. 1 2  「JR東日本：駅構内図・バリアフリー情報（本八戸駅）」東日本旅客鉄道。2024年8月20日閲覧。
8. ↑  「ホテルルートイン本八戸駅前はこんな感じ | 鉄宿！鉄道＆電車の見えるホテル」鉄道の見えるホテル・旅館 完全ガイド。2025年7月5日閲覧。
9. ↑  「JR本八戸駅夏までに改装」『東奥日報』2014年12月20日。
10. ↑  「八戸にイオンスタイル 青森県内1店舗目オープン」『東奥日報』2024年5月24日。オリジナルの2024年5月25日時点におけるアーカイブ。2024年5月25日閲覧。

### 利用状況
1. 1 2  「各駅の乗車人員 2023年度 101位以下（5）| 企業サイト：JR東日本」東日本旅客鉄道。2025年7月5日閲覧。
2. ↑  「JR東日本：各駅の乗車人員（2000年度）」東日本旅客鉄道。2025年7月5日閲覧。
3. ↑  「JR東日本：各駅の乗車人員（2001年度）」東日本旅客鉄道。2025年7月5日閲覧。
4. ↑  「JR東日本：各駅の乗車人員（2002年度）」東日本旅客鉄道。2025年7月5日閲覧。
5. ↑  「JR東日本：各駅の乗車人員（2003年度）」東日本旅客鉄道。2025年7月5日閲覧。
6. ↑  「JR東日本：各駅の乗車人員（2004年度）」東日本旅客鉄道。2025年7月5日閲覧。
7. ↑  「JR東日本：各駅の乗車人員（2005年度）」東日本旅客鉄道。2025年7月5日閲覧。
8. ↑  「JR東日本：各駅の乗車人員（2006年度）」東日本旅客鉄道。2025年7月5日閲覧。
9. ↑  「JR東日本：各駅の乗車人員（2007年度）」東日本旅客鉄道。2025年7月5日閲覧。
10. ↑  「JR東日本：各駅の乗車人員（2008年度）」東日本旅客鉄道。2025年7月5日閲覧。
11. ↑  「JR東日本：各駅の乗車人員（2009年度）」東日本旅客鉄道。2025年7月5日閲覧。
12. ↑  「JR東日本：各駅の乗車人員（2010年度）」東日本旅客鉄道。2025年7月5日閲覧。
13. ↑  「JR東日本：各駅の乗車人員（2012年度）」東日本旅客鉄道。2025年7月5日閲覧。
14. ↑  「各駅の乗車人員 2013年度 ベスト100以外（5）：JR東日本」東日本旅客鉄道。2025年7月5日閲覧。
15. ↑  「各駅の乗車人員 2014年度 ベスト100以外（5）：JR東日本」東日本旅客鉄道。2025年7月5日閲覧。
16. ↑  「各駅の乗車人員 2015年度 ベスト100以外（5）：JR東日本」東日本旅客鉄道。2025年7月5日閲覧。
17. ↑  「各駅の乗車人員 2016年度 ベスト100以外（5）：JR東日本」東日本旅客鉄道。2025年7月5日閲覧。
18. ↑  「各駅の乗車人員 2017年度 ベスト100以外（5）：JR東日本」東日本旅客鉄道。2025年7月5日閲覧。
19. ↑  「各駅の乗車人員 2018年度 ベスト100以外（5）：JR東日本」東日本旅客鉄道。2025年7月5日閲覧。
20. ↑  「各駅の乗車人員 2019年度 ベスト100以外（5）：JR東日本」東日本旅客鉄道。2025年7月5日閲覧。
21. ↑  「各駅の乗車人員 2020年度 101位以下（5）| 企業サイト：JR東日本」東日本旅客鉄道。2025年7月5日閲覧。
22. ↑  「各駅の乗車人員 2021年度 101位以下（5）| 企業サイト：JR東日本」東日本旅客鉄道。2025年7月5日閲覧。
23. ↑  「各駅の乗車人員 2022年度 101位以下（5）| 企業サイト：JR東日本」東日本旅客鉄道。2025年7月5日閲覧。